# Macabebe
Macabebe is een gemeente in de Filipijnse provincie Pampanga op het eiland Luzon. Bij de laatste census in 2007 had de gemeente ruim 70 duizend inwoners.

## Geografie

### Bestuurlijke indeling
Macabebe is onderverdeeld in de volgende 25 barangays:
| - Batasan - Caduang Tete - Candelaria - Castuli - Consuelo - Dalayap - Mataguiti - San Esteban - San Francisco - San Gabriel - San Isidro - San Jose - San Juan | - San Rafael - San Roque - San Vicente - Santa Cruz - Santa Lutgarda - Santa Maria - Santa Rita - Santo Niño - Santo Rosario - Saplad David - Tacasan - Telacsan |

## Demografie
Macabebe had bij de census van 2007 een inwoneraantal van 70.332 mensen. Dit zijn 4.986 mensen (7,6%) meer dan bij de vorige census van 2000. De gemiddelde jaarlijkse groei komt daarmee uit op 1,02%, hetgeen lager is dan het landelijk jaarlijks gemiddelde over deze periode (2,04%). Vergeleken met de census van 1995 is het aantal mensen met 10.863 (18,3%) toegenomen.

De bevolkingsdichtheid van Macabebe was ten tijde van de laatste census, met 70.332 inwoners op 105,16 km², 565,5 mensen per km².